# Bulbophyllum braccatum
Bulbophyllum braccatum là một loài phong lan thuộc chi Bulbophyllu.